# 24 uur van Daytona 1988
De 24 uur van Daytona 1988 was de 26e editie van deze endurancerace. De race werd verreden op 30 en 31 januari 1988 op de Daytona International Speedway nabij Daytona Beach, Florida.
De race werd gewonnen door de Castrol Jaguar Racing #60 van Martin Brundle, Raul Boesel, John Nielsen en Jan Lammers, die allemaal hun eerste Daytona-zege behaalden. De GTO-klasse werd gewonnen door de Roush Racing #11 van Scott Pruett, Paul Miller, Bob Akin en Pete Halsmer. De Lights-klasse werd gewonnen door de Essex Racing Service #9 van David Simpson, Tom Hessert jr. en David Loring. De GTU-klasse werd gewonnen door de Team Highball #71 van Amos Johnson, Dennis Shaw en Buddy Lazier.

## Race
Winnaars in hun klasse zijn vetgedrukt.
| Pos. | Klasse | No. | Team                         | Coureurs                                                                       | Chassis                     | Ronden |
| Pos. | Klasse | No. | Team                         | Coureurs                                                                       | Motor                       | Ronden |
| ---- | ------ | --- | ---------------------------- | ------------------------------------------------------------------------------ | --------------------------- | ------ |
| 1    | GTP    | 60  | Castrol Jaguar Racing        | Martin Brundle Raul Boesel John Nielsen Jan Lammers                            | Jaguar XJR-9                | 728    |
| 1    | GTP    | 60  | Castrol Jaguar Racing        | Martin Brundle Raul Boesel John Nielsen Jan Lammers                            | Jaguar 6.0L V12             | 728    |
| 2    | GTP    | 67  | Uniroyal Goodrich            | Bob Wollek Mauro Baldi Brian Redman                                            | Porsche 962                 | 727    |
| 2    | GTP    | 67  | Uniroyal Goodrich            | Bob Wollek Mauro Baldi Brian Redman                                            | Porsche 3.0L Flat 6 Turbo   | 727    |
| 3    | GTP    | 66  | Castrol Jaguar Racing        | Eddie Cheever John Marshall Watson Johnny Dumfries                             | Jaguar XJR-9                | 713    |
| 3    | GTP    | 66  | Castrol Jaguar Racing        | Eddie Cheever John Marshall Watson Johnny Dumfries                             | Jaguar 6.0L V12             | 713    |
| 4    | GTP    | 86  | Bayside Motorsport           | Klaus Ludwig Hans-Joachim Stuck Sarel van der Merwe                            | Porsche 962                 | 694    |
| 4    | GTP    | 86  | Bayside Motorsport           | Klaus Ludwig Hans-Joachim Stuck Sarel van der Merwe                            | Porsche 3.0L Flat 6 Turbo   | 694    |
| 5    | GTP    | 15  | Kalagian Racing              | Jim Rothbarth Bernard Jourdain Michel Jourdain sr. Rob Stevens                 | Porsche 962                 | 680    |
| 5    | GTP    | 15  | Kalagian Racing              | Jim Rothbarth Bernard Jourdain Michel Jourdain sr. Rob Stevens                 | Porsche 3.0L Flat 6 Turbo   | 680    |
| 6    | GTP    | 1   | Copenhagen-A. J. Foyt Racing | A.J. Foyt Al Unser jr. Elliott Forbes-Robinson                                 | Porsche 962                 | 675    |
| 6    | GTP    | 1   | Copenhagen-A. J. Foyt Racing | A.J. Foyt Al Unser jr. Elliott Forbes-Robinson                                 | Porsche 3.0L Flat 6 Turbo   | 675    |
| DNF  | GTP    | 14  | Holbert Racing               | Al Holbert Chip Robinson Derek Bell                                            | Porsche 962                 | 660    |
| DNF  | GTP    | 14  | Holbert Racing               | Al Holbert Chip Robinson Derek Bell                                            | Porsche 3.0L Flat 6 Turbo   | 660    |
| DNF  | GTP    | 09  | Jiffy Lube Firebird          | Steve Durst Mike Brockman Bob Earl Gary Belcher                                | Spice SE86CL                | 651    |
| DNF  | GTP    | 09  | Jiffy Lube Firebird          | Steve Durst Mike Brockman Bob Earl Gary Belcher                                | Pontiac 4.5L V6             | 651    |
| 9    | GTP    | 16  | Dyson Racing                 | Price Cobb James Weaver Rob Dyson Vern Schuppan                                | Porsche 962                 | 638    |
| 9    | GTP    | 16  | Dyson Racing                 | Price Cobb James Weaver Rob Dyson Vern Schuppan                                | Porsche 3.0L Flat 6 Turbo   | 638    |
| 10   | GTO    | 11  | Roush Racing                 | Scott Pruett Paul Miller Bob Akin Pete Halsmer                                 | Merkur XR4Ti                | 634    |
| 10   | GTO    | 11  | Roush Racing                 | Scott Pruett Paul Miller Bob Akin Pete Halsmer                                 | Ford 5.9L V8                | 634    |
| 11   | GTO    | 03  | Skoal Bandit Racing          | Buz McCall Paul Dallenbach Max Jones Jack Baldwin                              | Chevrolet Camaro            | 634    |
| 11   | GTO    | 03  | Skoal Bandit Racing          | Buz McCall Paul Dallenbach Max Jones Jack Baldwin                              | Chevrolet 5.7L V8           | 634    |
| 12   | Lights | 9   | Essex Racing Service         | David Simpson Tom Hessert jr. David Loring                                     | Tiga GT286                  | 617    |
| 12   | Lights | 9   | Essex Racing Service         | David Simpson Tom Hessert jr. David Loring                                     | Buick 3.0L V6               | 617    |
| 13   | Lights | 63  | Downing/Atlanta              | Howard Katz Hiro Matsushita Jim Downing                                        | Argo JM19                   | 615    |
| 13   | Lights | 63  | Downing/Atlanta              | Howard Katz Hiro Matsushita Jim Downing                                        | Mazda 1.3L 2 Rotor          | 615    |
| 14   | Lights | 55  | Huffaker Racing              | Terry Visger Paul Lewis Jon Woodner                                            | Spice SE86CL                | 599    |
| 14   | Lights | 55  | Huffaker Racing              | Terry Visger Paul Lewis Jon Woodner                                            | Pontiac Super Duty 3.0L I4  | 599    |
| 15   | GTU    | 71  | Team Highball                | Amos Johnson Dennis Shaw Buddy Lazier                                          | Mazda RX-7                  | 598    |
| 15   | GTU    | 71  | Team Highball                | Amos Johnson Dennis Shaw Buddy Lazier                                          | Mazda 1.3L 2 Rotor          | 598    |
| 16   | GTO    | 38  | Mandeville Auto/Tech         | Roger Mandeville Kelly Marsh Don Marsh                                         | Mazda RX-7                  | 597    |
| 16   | GTO    | 38  | Mandeville Auto/Tech         | Roger Mandeville Kelly Marsh Don Marsh                                         | Mazda 1.9L 3 Rotor          | 597    |
| 17   | GTU    | 04  | SP Racing                    | Gary Auberlen Adrian Gang Cary Eisenlohr Bill Auberlen                         | Porsche 911 Carrera         | 586    |
| 17   | GTU    | 04  | SP Racing                    | Gary Auberlen Adrian Gang Cary Eisenlohr Bill Auberlen                         | Porsche Flat 6              |        |
| 18   | GTU    | 89  | 901 Racing                   | Peter Uria Jack Refenning Larry Figaro Rusty Scott                             | Porsche 911 Carrera RSR     | 577    |
| 18   | GTU    | 89  | 901 Racing                   | Peter Uria Jack Refenning Larry Figaro Rusty Scott                             | Porsche 3.2L Flat 6         | 577    |
| 19   | GTU    | 47  | Cumberland Valley Racing     | Richard Oakley Matt Mnich Doug Mills                                           | Mazda RX-7                  | 573    |
| 19   | GTU    | 47  | Cumberland Valley Racing     | Richard Oakley Matt Mnich Doug Mills                                           | Mazda 1.3L 2 Rotor          | 573    |
| 20   | GTO    | 33  | Roush Racing                 | Andy Petery Les Delano Craig Carter                                            | Mercury Capri               | 568    |
| 20   | GTO    | 33  | Roush Racing                 | Andy Petery Les Delano Craig Carter                                            | Ford 5.9L V8                | 568    |
| DNF  | Lights | 01  | AT&T Spice Engineering       | Don Bell Charles Morgan Costas Los                                             | Spice SE87L                 | 566    |
| DNF  | Lights | 01  | AT&T Spice Engineering       | Don Bell Charles Morgan Costas Los                                             | Pontiac Super Duty 3.0L I4  | 566    |
| 22   | Lights | 19  | Essex Racing Service         | Ron McKay Bill Jacobson Jim Brown                                              | Tiga GT286                  | 557    |
| 22   | Lights | 19  | Essex Racing Service         | Ron McKay Bill Jacobson Jim Brown                                              | Mazda 1.3L 2 Rotor          | 557    |
| 23   | Lights | 42  | Lamas Motor Racing           | Jack Newsum Howard Cherry Tim McAdam John Higgins                              | Fabcar CL                   | 554    |
| 23   | Lights | 42  | Lamas Motor Racing           | Jack Newsum Howard Cherry Tim McAdam John Higgins                              | Porsche 3.0L Flat 6         | 554    |
| 24   | GTU    | 95  | Leitzinger Racing            | Bob Leitzinger Chuck Kurtz Butch Leitzinger                                    | Nissan 300ZX Z32            | 541    |
| 24   | GTU    | 95  | Leitzinger Racing            | Bob Leitzinger Chuck Kurtz Butch Leitzinger                                    | Nissan VG30DE 3.0L V6       | 541    |
| 25   | GTO    | 68  | Greg Walker Racing           | Greg Walker King Smith Scott Lagasse                                           | Chevrolet Corvette C4       | 527    |
| 25   | GTO    | 68  | Greg Walker Racing           | Greg Walker King Smith Scott Lagasse                                           | Chevrolet 5.9L V8           | 527    |
| DNF  | GTP    | 61  | Castrol Jaguar Racing        | Davy Jones Danny Sullivan Jan Lammers                                          | Jaguar XJR-9                | 512    |
| DNF  | GTP    | 61  | Castrol Jaguar Racing        | Davy Jones Danny Sullivan Jan Lammers                                          | Jaguar 6.0L V12             | 512    |
| 27   | Lights | 80  | Gaston Andrey Racing         | Martino Finotto Pietro Silva Guido Daccò                                       | Alba AR6                    | 506    |
| 27   | Lights | 80  | Gaston Andrey Racing         | Martino Finotto Pietro Silva Guido Daccò                                       | Ferrari 2.9L V8             | 506    |
| DNF  | GTO    | 99  | All American Racers          | Willy T. Ribbs Rocky Moran Juan Manuel Fangio II                               | Toyota Celica Turbo ST165   | 502    |
| DNF  | GTO    | 99  | All American Racers          | Willy T. Ribbs Rocky Moran Juan Manuel Fangio II                               | Toyota 4T-GTE 2.1L I4 Turbo | 502    |
| DNF  | Lights | 36  | Erie Scientific              | John Grooms Tom Bagley John Fergus Frank Jellinek                              | Argo JM16                   | 496    |
| DNF  | Lights | 36  | Erie Scientific              | John Grooms Tom Bagley John Fergus Frank Jellinek                              | Mazda 1.3L 2 Rotor          | 496    |
| DNF  | GTO    | 18  | Jack Lewis Enterprises       | Bob Beasley Steve Volk Jack Lewis                                              | Porsche 911 Carrera RSR     | 490    |
| DNF  | GTO    | 18  | Jack Lewis Enterprises       | Bob Beasley Steve Volk Jack Lewis                                              | Porsche Flat 6              | 490    |
| DNF  | GTO    | 84  | Car Enterprises              | Bill Wesel Craig Rubright Garrett Jenkins                                      | Chevrolet Camaro            | 479    |
| DNF  | GTO    | 84  | Car Enterprises              | Bill Wesel Craig Rubright Garrett Jenkins                                      | Chevrolet 5.7L V8           | 479    |
| DNF  | GTO    | 5   | Polyvoltac/Protofab          | Tommy Archer Chip Mead Bill Adam                                               | Chevrolet Corvette          | 467    |
| DNF  | GTO    | 5   | Polyvoltac/Protofab          | Tommy Archer Chip Mead Bill Adam                                               | Chevrolet 5.9L V8           | 467    |
| 33   | GTU    | 56  | Escort Porsche               | Karl Durkheimer Monte Shelton Jim Torres Nort Northam                          | Porsche 911 Carrera         | 455    |
| 33   | GTU    | 56  | Escort Porsche               | Karl Durkheimer Monte Shelton Jim Torres Nort Northam                          | Porsche Flat 6              | 455    |
| DNF  | GTU    | 75  | CCR                          | Bart Kendall Johnny Unser Tom Frank                                            | Mazda RX-7                  | 446    |
| DNF  | GTU    | 75  | CCR                          | Bart Kendall Johnny Unser Tom Frank                                            | Mazda 1.3L 2 Rotor          | 446    |
| 35   | GTU    | 17  | Al Bacon Performance         | Al Bacon Bob Reed John Hogdal                                                  | Mazda RX-7                  | 445    |
| 35   | GTU    | 17  | Al Bacon Performance         | Al Bacon Bob Reed John Hogdal                                                  | Mazda 1.3L 2 Rotor          | 445    |
| DNF  | GTP    | 7   | Tom Milner Racing            | Bruce Jenner Scott Goodyear Arie Luyendyk Tom Gloy Calvin Fish Thomas Schwietz | Ford Probe GTP              | 418    |
| DNF  | GTP    | 7   | Tom Milner Racing            | Bruce Jenner Scott Goodyear Arie Luyendyk Tom Gloy Calvin Fish Thomas Schwietz | Cosworth BDA 2.1L I4 Turbo  | 418    |
| DNF  | GTO    | 98  | All American Racers          | Chris Cord Dennis Aase Steve Millen                                            | Toyota Celica Turbo ST165   | 416    |
| DNF  | GTO    | 98  | All American Racers          | Chris Cord Dennis Aase Steve Millen                                            | Toyota 4T-GTE 2.1L I4 Turbo | 416    |
| 38   | GTO    | 92  | Puleo Racing                 | Steve Zwiren Mark Montgomery Anthony Puleo                                     | Pontiac Firebird            | 402    |
| 38   | GTO    | 92  | Puleo Racing                 | Steve Zwiren Mark Montgomery Anthony Puleo                                     | Chevrolet 5.7L V8           | 402    |
| DNF  | GTO    | 2   | Polyvoltac/Protofab          | Greg Pickett John Jones Tommy Riggins                                          | Chevrolet Corvette C4       | 398    |
| DNF  | GTO    | 2   | Polyvoltac/Protofab          | Greg Pickett John Jones Tommy Riggins                                          | Chevrolet 5.9L V8           | 398    |
| DNF  | GTO    | 76  | CCR                          | John Morton Parnelli Jones P.J. Jones                                          | Mazda RX-7                  | 389    |
| DNF  | GTO    | 76  | CCR                          | John Morton Parnelli Jones P.J. Jones                                          | Mazda 1.9L 3 Rotor          | 389    |
| DNF  | GTO    | 6   | Roush Racing                 | Kenper Miller Bob Akin Paul Gentilozzi                                         | Merkur XR4Ti                | 388    |
| DNF  | GTO    | 6   | Roush Racing                 | Kenper Miller Bob Akin Paul Gentilozzi                                         | Ford 2.5L I4 Turbo          | 388    |
| DNF  | Lights | 23  | Motion Promotion             | George Petrilak Rex McDaniel Bruce MacInnes                                    | Argo JM16                   | 379    |
| DNF  | Lights | 23  | Motion Promotion             | George Petrilak Rex McDaniel Bruce MacInnes                                    | Buick 3.0L V6               | 379    |
| DNF  | Lights | 4   | S&L Racing                   | Jim Miller Linda Ludemann Scott Schubot                                        | Spice SE88P                 | 369    |
| DNF  | Lights | 4   | S&L Racing                   | Jim Miller Linda Ludemann Scott Schubot                                        | Buick 3.0L V6               | 369    |
| DNF  | GTO    | 22  | Roush Racing                 | Mark Martin Lyn St. James Deborah Gregg Pete Halsmer                           | Mercury Capri               | 349    |
| DNF  | GTO    | 22  | Roush Racing                 | Mark Martin Lyn St. James Deborah Gregg Pete Halsmer                           | Ford 5.9L V8                | 349    |
| DNF  | GTO    | 81  | Sentry Bank Equipment        | Ken Bupp Jack Boxstrom Kent Painter Guy Church                                 | Chevrolet Camaro            | 345    |
| DNF  | GTO    | 81  | Sentry Bank Equipment        | Ken Bupp Jack Boxstrom Kent Painter Guy Church                                 | Chevrolet 5.7L V8           | 345    |
| DNF  | GTP    | 72  | Roy Baker                    | Mike Allison Stephen Hynes Chris Ashmore                                       | Tiga GC286                  | 329    |
| DNF  | GTP    | 72  | Roy Baker                    | Mike Allison Stephen Hynes Chris Ashmore                                       | Cosworth DFL 3.3L V8        | 329    |
| DNF  | Lights | 35  | Diman Racing                 | Mandy Gonzalez Skip Winfree Manuel Villa John Schneider                        | Royale RP40                 | 302    |
| DNF  | Lights | 35  | Diman Racing                 | Mandy Gonzalez Skip Winfree Manuel Villa John Schneider                        | Porsche 3.0L Flat 6         | 302    |
| DNF  | Lights | 79  | Winters/Whitehall            | Skeeter McKitterick Bill Koll Tom Winters Claude Ballot-Léna Mario Hytten      | Spice SE87L                 | 297    |
| DNF  | Lights | 79  | Winters/Whitehall            | Skeeter McKitterick Bill Koll Tom Winters Claude Ballot-Léna Mario Hytten      | Pontiac Super Duty 3.0L I4  | 297    |
| 49   | GTU    | 51  | Mardi Gras Racing            | Colin Richard Rene Azcona Bob Copeman                                          | Porsche 911 Carrera RSR     | 278    |
| 49   | GTU    | 51  | Mardi Gras Racing            | Colin Richard Rene Azcona Bob Copeman                                          | Porsche Flat 6              | 278    |
| DNF  | GTP    | 3   | Brun Motorsport-Torno        | Gianfranco Brancatelli Oscar Larrauri Massimo Sigala                           | Porsche 962                 | 277    |
| DNF  | GTP    | 3   | Brun Motorsport-Torno        | Gianfranco Brancatelli Oscar Larrauri Massimo Sigala                           | Porsche 3.0L Flat 6 Turbo   | 277    |
| 51   | GTO    | 39  | HRG Associates               | Bob Hebert Paul Reisman Andy Strasser                                          | Pontiac Firebird            | 269    |
| DNF  | GTU    | 82  | Apenn Inn                    | Dick Greer Mike Mees John Finger                                               | Mazda RX-7                  | 243    |
| DNF  | GTP    | 31  | Buick Momo March             | Steve Phillips Jeff Andretti Michael Roe                                       | March 86G                   | 213    |
| DNF  | Lights | 06  | Brown Racing                 | Ron Nelson Bobby Brown Billy Hagen Sterling Marlin                             | Tiga GT286                  | 165    |
| DNF  | GTO    | 29  | Overbagh Motor Racing        | Oma Kimbrough Hoyt Overbagh Chris Gennone David Kicak                          | Chevrolet Camaro            | 165    |
| DNF  | Lights | 58  | Gary Wonzer                  | Jonathan Green Joseph Hamilton Bill Bean Gary Wonzer                           | Lola T616                   | 151    |
| DNF  | GTU    | 28  | Florida Fixtures             | Russ Church Daniel Urrutia E. J. Generotti Dennis Vitolo                       | Mazda RX-7                  | 150    |
| DNF  | Lights | 27  | MSB Racing                   | Dave Cowart Jim Fowells Ray Mummery Mike Meyer                                 | Argo JM19                   | 146    |
| DNF  | Lights | 88  | Transact, Inc.               | Steve Johnson Bob Strait Geoff Nicol                                           | Argo JM19B                  | 132    |
| DNF  | Lights | 40  | Gaston Andrey Racing         | Angelo Pallavicini Paolo Guatamacchia Uli Bieri Tommy Johnson                  | Alba AR2                    | 126    |
| DNF  | GTP    | 44  | Group 44                     | Bob Tullius Whitney Ganz Hurley Haywood                                        | Jaguar XJR-7                | 122    |
| DNF  | GTO    | 12  | Bobby Allison Racing         | Bobby Allison Clifford Allison Dick Danielson                                  | Buick Somerset              | 104    |
| DNF  | GTP    | 10  | Hotchkis Racing, Inc.        | Jim Adams John Hotchkis John Hotchkis jr.                                      | Porsche 962                 | 98     |
| DNF  | GTP    | 05  | A.D.A. Engineering           | Wayne Taylor Ian Harrower Ian Flux Stanley Dickens                             | ADA 03                      | 88     |
| DNF  | GTU    | 08  | Simms-Romano Enterprises     | Steve Burgner Paul Romano Bill Colom Jeff Green                                | Mazda RX-7                  | 87     |
| DNF  | Lights | 48  | Lamas Motor Racing           | Charles Monk Perry King Lorenzo Lamas                                          | Fabcar CL                   | 80     |
| 67   | GTP    | 24  | Briody Racing                | John McComb Jim Briody Bob Nagel                                               | March 84G                   | 80     |
| DNF  | Lights | 97  | Winters/Whitehall            | Claude Ballot-Léna Jean-Louis Ricci Olindo Iacobelli                           | Spice SE88P                 | 77     |
| DNF  | GTP    | 21  | John Wood Racing             | Brent O'Neill John Wood David Rocha                                            | Alba AR5                    | 68     |
| DNF  | GTU    | 53  | Team Shelby                  | Tim Evans Jack Broomall Garth Ullom Neil Hanneman                              | Dodge Daytona               | 66     |
| DNF  | GTU    | 00  | Full-Time Racing             | Kal Showket Dorsey Schroeder Phil Currin                                       | Dodge Daytona               | 62     |
| DNF  | GTP    | 96  | URD Junior Team              | Phil Mahre Hellmut Mundas Steve Mahre                                          | URD C82                     | 60     |
| DNF  | GTP    | 20  | Data-Gas                     | Richard McDill Tom Juckette Bill McDill                                        | March 84G                   | 54     |
| DNF  | GTP    | 30  | Buick Momo March             | Michael Roe Gianpiero Moretti Paolo Barilla                                    | March 86G                   | 39     |
| DNF  | GTO    | 94  | Ash Tisdelle                 | Rusty Bond Ash Tisdelle Lance van Every                                        | Chevrolet Camaro            | 18     |
| DNS  | GTP    | 8   | Fabcar American Racing       | Chip Mead Tim McAdam Larry McDonough                                           | Fabcar GTP                  | 0      |
| DNS  | GTO    | 45  | K&P Racing                   | Karl Keck Mark Kennedy Gary Wonzer Brian Cameron                               | Chevrolet Corvette          | 0      |
| DNS  | Lights | 65  | Gary English                 | Gary English Jerry Thompson Gene Felton Mike Laws                              | Royale RP40                 | 0      |
| DNS  | GTP    | 77  | Tom Milner Racing            | Arie Luyendyk Tom Gloy Tom Pumpelly                                            | Ford Mustang Probe          | 0      |

1962 · 1963 · 1964 · 1965 · 1966 · 1967 · 1968 · 1969 · 1970 · 1971 · 1972 · 1973 · 1974 · 1975 · 1976 · 1977 · 1978 · 1979 · 1980 · 1981 · 1982 · 1983 · 1984 · 1985 · 1986 · 1987 · 1988 · 1989 · 1990 · 1991 · 1992 · 1993 · 1994 · 1995 · 1996 · 1997 · 1998 · 1999 · 2000 · 2001 · 2002 · 2003 · 2004 · 2005 · 2006 · 2007 · 2008 · 2009 · 2010 · 2011 · 2012 · 2013 · 2014 · 2015 · 2016 · 2017 · 2018 · 2019 · 2020 · 2021 · 2022 · 2023 · 2024 · 2025